# Ranunculus pseudopimus
Ranunculus pseudopimus är en ranunkelväxtart som beskrevs av Otto Karl Anton Schwarz. Ranunculus pseudopimus ingår i släktet ranunkler, och familjen ranunkelväxter. Inga underarter finns listade i Catalogue of Life.